# Kazimierz Gabryel
Kazimierz Gabryel (ur. 31 lipca 1934 w Kole, zm. 28 września 2004 w Łodzi) – polski duchowny katolicki, prałat, kanonik, doktor teologii, wykładowca, rektor Wyższego Seminarium Duchownego w Łodzi.
Pochodził z parafii św. Kazimierza w Łodzi. Ukończył łódzkie, diecezjalne Wyższe Seminarium Duchowne. Święcenia kapłańskie przyjął 22 września 1956 w Łodzi. W 1967 obronił doktorat na Akademii Teologii Katolickiej w Warszawie. Potem był wykładowcą w Wyższym Seminarium Duchownym w Łodzi, a w latach 1976–1979, rektorem tej uczelni.
W latach 1980–1999 proboszcz parafii św. Floriana w Pabianicach. Ostatnie lata życia spędził na emeryturze, zamieszkując w Domu Księży Emerytów Archidiecezji łódzkiej w Pabianicach.
Tytuły i godności
- Kanonik honorowy Archikatedralnej Kapituły Łódzkiej, 27 grudnia 1986
- Kapelan Jego Świątobliwości, 14 listopada 1990